# Helga Meyer-Wagner
Helga Meyer-Wagner (* 21. September 1938 in Wien) ist eine österreichische Opernsängerin (Sopran) und Gesangspädagogin.

## Werdegang
Helga Wagner erhielt als Kind Klavierunterricht und war als Zehnjährige Mitglied eines Kirchenchores. Sie absolvierte   die Lehrerinnenbildungsanstalt und studierte anschließend an der Universität Wien Geschichte und an der Akademie für Musik und darstellende Kunst Gesang, Lied/Oratorium und Oper sowie Musikpädagogik. Während ihres Studiums war sie Mitglied des Wiener Akademie-Kammerchores, des Zusatzchors der Wiener Volksoper und des Wiener Madrigalchores. Sie trat aber auch als Solistin auf, u. a. unter der Leitung von Leonard Bernstein.
Von 1966 bis 1969 wirkte Wagner an der Volksoper Wien, von 1969 bis 1976 am Landestheater Linz als Mezzosopran, seit 1972 überwiegend und ab 1976 durchwegs als dramatischer Sopran. Von 1979 bis 1990 sang sie vorwiegend am Stadttheater Würzburg (etwa als Leonore in Fidelio). Gastspiele führten sie in die Schweiz, nach Holland, Italien und an die Wiener Staats- und Volksoper, das Theater an der Wien, die Wiener Festwochen, die Salzburger und Bregenzer Festspiele, aber auch an die Deutsche Oper Berlin, nach Amsterdam, Prag, Zürich und Genf. Auf der Bühne hat sie ca. 100 verschiedene Partien gesungen.
Als Konzert- und Liedsängerin reichte ihr Repertoire von der Renaissance bis zur Moderne. 
Seit 1996 tritt sie nicht mehr auf, begann aber bereits 1990 mit der Lehrtätigkeit als Gesangspädagogin am Konservatorium der Stadt Wien und der Hochschule für Musik und darstellende Kunst Wien. Ihre Pensionierung erfolgte 2007.
Seit 1962 und bis zu dessen Tod war sie mit dem Dirigenten und Chorleiter Franz Xaver Meyer verheiratet und ist Mutter dreier Kinder, Christian, Angelika (1963–1988) und Roswitha Meyer.
Helga Meyer lebt mit ihrer Familie im niederösterreichischen Scheiblingstein.

## Ehrungen
- Berufstitel Professor (1999)
- Österreichisches Ehrenkreuz für Wissenschaft und Kunst 2014 (Laudatio: Franz Lukasovsky)